# برای که زنده‌ام؟
«برای چه کسی زنده ام؟» ترانه‌ای از هنرمند اهل ایالات متحده آمریکا کیتی پری است. این ترانه در آلبوم رؤیای نوجوانی قرار داشت.